# Ctenotus rutilans
Ctenotus rutilans är en ödleart som beskrevs av  Storr 1980. Ctenotus rutilans ingår i släktet Ctenotus och familjen skinkar. Inga underarter finns listade i Catalogue of Life.